# Temporada 2008-2009 del Club Joventut Badalona
La temporada 2008-2009 va ser la 70a temporada en actiu del Club Joventut Badalona des que va començar a competir de manera oficial. La Penya va disputar la seva 53a temporada a la màxima categoria del bàsquet espanyol. Va acabar la competició en la 5a posició, classificant-se per a disputar els play-offs pel títol, dues posicions per sota de l'aconseguida a la temporada anterior. Va competir a totes les competicions possibles, incloent l'Eurolliga, proclamant-se campió de la Lliga Catalana per segona vegada consecutiva.

## Resultats
Eurolliga
El DKV Joventut va disputar aquesta temporada l'Eurolliga. La Penya va quedar enquadrada al grup C juntament amb el TAU Ceràmica (País Basc), Lottomatica Roma (Itàlia), Fenerbahçe Ülker (Turquia), ALBA Berlín (Alemanya) i Olimpija Ljubljana (Eslovènia). Va finalitzar la fase de grups en cinquena posició, empatada a quatre victòries amb l'equip alemany que va ser quart, però amb una pitjor diferència de punts. Aquesta posició va impedir que pogués continuar jugant la competició.
Supercopa d'Espanya
El Joventut va jugar la Supercopa d'Espanya com a campió de la Copa del Rei de la temporada anterior. També la van disputar el CAI Zaragoza com a equip organitzador, el TAU Vitòria com a campió de Lliga, i el Regal FC Barcelona com a finalista de la Lliga. La Penya es va enfrontar en semifinals amb el CAI, perdent el matx per 96 a 81 i no classificant-se per la final.
Lliga ACB
A la Lliga ACB finalitza la fase regular en la cinquena posició de 17 equips participants, classificant-se per disputar els play-offs pel títol. En 32 partits disputats de la fase regular va obtenir un bagatge de 22 victòries i 10 derrotes, amb 2.647 punts a favor i 2.525 en contra (+122). Va acabar en quarta posició la primera volta de la fase regular, permetent-li disputar d'aquesta manera la Copa del Rei.
Copa del rei
La Penya va classificar-se per jugar la 73a edició de la Copa, celebrada a Madrid en el mes de febrer. Va quedar eliminada a quarts de final al perdre amb el Reial Madrid per 75 a 80.
Play-offs
El butxí de la Copa es va tornar a creuar amb el Joventut als play-offs pel títol de Lliga. El Reial Madrid es va imposar per dos partits a un a l'equip verd-i-negre: 79-62, 82-77 i 78-61, deixant-lo fora de la competició a la ronda de quarts de final.
Lliga Catalana
A la Lliga Catalana, disputada a Barcelona, el DKV Joventut va derrotar el FC Barcelona a la final (95-83), proclamant-se per segona vegada consecutiva campió del trofeig. S'aconseguia així l'onzè títol de Lliga Catalana del club. Demond Mallet va ser l'MVP de la final. Prèviament a aquest partit, el DKV va eliminar a semifinals al Plus Pujol Lleida per 79 a 64.

## Fets destacats
2008
- 22 de setembre: El DKV Joventut derrota al FC Barcelona a la final de la Lliga Catalana, aconseguint així el seu onzè títol d'aquesta competició, i el segon de manera consecutiva.[5]

## Plantilla
La plantilla del Joventut aquesta temporada va ser la següent:
| Club Joventut Badalona: plantilla 2008-09 |                           |            |      |
| #                                         | Jugador                   | Pos.       | A.   |
| 00                                        | Demond Mallet             | Base       | 1.82 |
| 4                                         | Pau Ribas                 | Escorta    | 1.94 |
| 9                                         | Ricky Rubio               | Base       | 1.89 |
| 10                                        | Luka Bogdanovic           | Aler pivot | 2.04 |
| 11                                        | Coby Karl                 | Escorta    | 1.96 |
| 13                                        | Simas Jasaitis            | Aler       | 2.02 |
| 14                                        | Jan Hendrik Jagla         | Aler pivot | 2.13 |
| 16                                        | Eduardo Hernández-Sonseca | Pivot      | 2.12 |
| 17                                        | Henk Norel                | Pivot      | 2.12 |
| 18                                        | Ferran Laviña             | Escorta    | 1.92 |
| 19                                        | Pere Tomàs                | Aler       | 2.00 |
| 22                                        | Jerome Moiso              | Pivot      | 2.08 |

| Club Joventut Badalona: staff 2008-09 |                      |
| Nom                                   | Funció               |
| Sito Alonso                           | Entrenador           |
| Josep Clarós                          | Entrenador assistent |
| Carles Duran                          | Entrenador assistent |

| Jugadors del planter amb minuts al 1r equip |              |      |      |              |
| #                                           | Jugador      | Pos. | A.   | Participació |
| 11                                          | Josep Franch | Base | 1.92 | 3 partits    |
| 12                                          | Joan Tomàs   | Aler | 1.98 | 2 partits    |

### Baixes
| Baixes a l'inici de temporada |            |
| Jugador                       | Pos.       |
| Rudy Fernández                | Aler       |
| Lubos Barton                  | Aler       |
| Petar Popović                 | Pivot      |
| Dimitri Flis                  | Aler pivot |
| David Noel                    | Aler       |

| Baixes durant la temporada |            |
| Jugador                    | Pos.       |
| Bracey Wright              | Escorta    |
| Pops Mensah-Bonsu          | Aler pivot |